# Réno-Dépôt
Réno-Dépôt est une chaîne de magasins québécoise spécialisée dans la distribution et la vente de produits de rénovation et de quincaillerie. Elle opère partout au Canada et plus particulièrement au Québec.
L'entreprise distribue et vend des produits de rénovation et de quincaillerie tant aux clients commerciaux qu'aux consommateurs. Surfant sur la vague de la rénovation domiciliaire au Québec, son succès peut s'expliquer par ses magasins dans le style entrepôt pour les grands marchés.
L'entreprise alimente un réseau de 20 magasins corporatifs appartenant à RONA. À partir de janvier 2015, la bannière Réno-Dépôt compte deux magasins à l'extérieur du Québec, soit à Aurora en Ontario et à Calgary en Alberta. Les succursales de Calgary et Aurora ont fermé définitivement. Entre 2019 et 2024, les succursales Réno-Dépôt sont exclusivement au Québec.
En octobre 2024, la marque est dissoute et ses magasins sont incorporés à la chaîne RONA, son propriétaire, pour devenir RONA+.

## Histoire
En 1987, le Groupe Val Royal conclut une entente stratégique avec les Compagnies Molson et acquiert les magasins Castor Bricoleur (en), situés au Québec. Ces magasins sont devenus des Brico Centre. En 1992, le Groupe Val Royal, avec son partenaire Aikenhead's, une division des Compagnies Molson, annonce la création des magasins-entrepôts Réno-Dépôt.
Le premier emplacement a ouvert le 31 mars 1993 à Brossard. Après le magasin Brossard, Montréal a accueilli sa première succursale en août 1993, à Anjou. En 1994, deux autres magasins ouvrent leurs portes: Laval et Pointe-Claire, suivis du Marché central de Montréal et de Québec en 1995. Cette même année, l'entreprise change de nom pour Réno-Dépôt. En 1996, un nouvel emplacement est établi à Saint-Hubert.
En 1997, les deux actionnaires majoritaires de Réno-Dépôt Inc., la famille Michaud et Molson Companies Limited, vendent leur participation dans la société au groupe français Castorama. En 1998, le groupe britannique Kingfisher plc acquiert un important bloc d'actions de Castorama pour en devenir l'actionnaire majoritaire. En 1999, Réno-Dépôt ouvre une succursale à LaSalle et, l'année suivante, fait son entrée sur le marché ontarien sous la bannière anglophone The Building Box.
En 2003, RONA acquiert Réno-Dépôt; à la suite de la fusion, les magasins Building Box basés en Ontario sont rebaptisés Rona Home & Garden. L'achat fait partie d'un plan visant à créer plus de magasins à «grande surface» pour accompagner ses petits magasins spécialisés et concurrencer la chaîne américaine The Home Depot.
En 2013, à la suite de coupures dans l'entreprise, la chaîne Réno-Dépôt est repositionnée en tant que bannière à rabais axée sur la vente en gros avec une sélection de produits réduite. En 2015, RONA annonce que la marque prendrait de l'expansion à l'extérieur du Québec avec la réouverture des succursales RONA fermées à Calgary et à Aurora, en Ontario, sous le nom de Réno-Dépôt.
En 2016, la chaîne de rénovations américaine Lowe's fait l'acquisition de RONA. En 2022, Lowe's vend RONA, y compris Réno-Dépôt, à la firme new-yorkaise Sycamore Partners.
La marque Réno-Dépôt disparait définitivement en octobre 2024 pour être remplacée par la bannière RONA+ dans un but d'unifier l'ensemble des magasins sous le nom RONA. Une étude de la firme Léger avait démontré que les consommateurs préféraient de loin magasiner chez RONA que chez Réno-Dépôt. La marque RONA+ fut introduite en juillet 2023 dans le Canada anglais afin de remplacer la bannière Lowe's et trois magasins Réno-Dépôt au Québec avaient déjà fait l'objet de conversions en mars et avril 2024. Mise à part l'une de ses succursales de la rue Bouvier dans la Ville de Québec qui passe elle aussi sous le nouveau nom, la chaîne RONA L'Entrepôt n'est pas affectée par cette transformation mais il n'est pas exclut qu'elle subisse à l'avenir le même sort que Réno-Dépôt et qu'elle soit à son tour convertie à la bannière RONA+. Le magasin Réno-Dépôt de la rue Marais à Québec, ouvert en 1995, ne fut pas converti en RONA+ et a fermé ses portes le 22 août 2024.

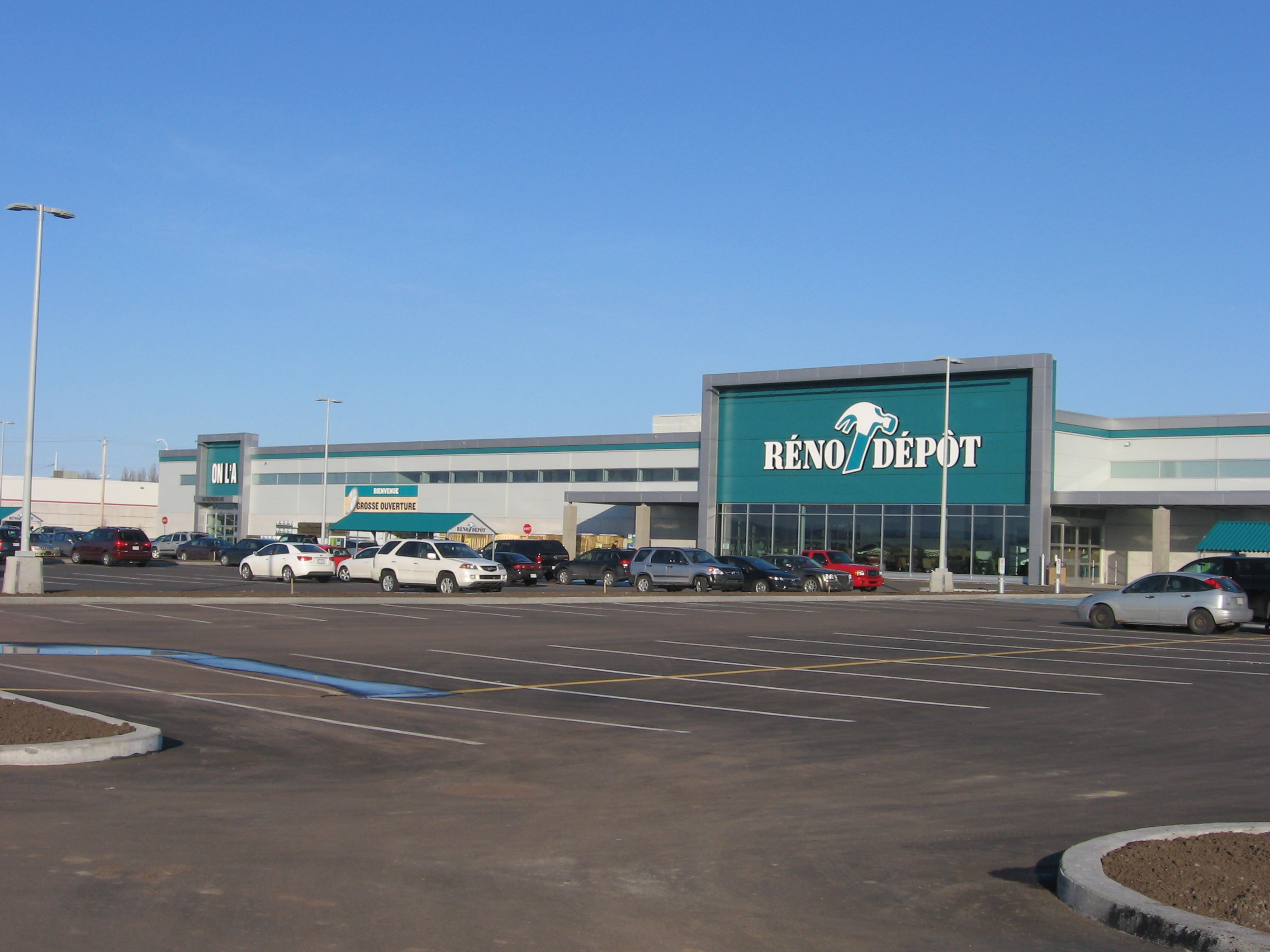
À Sainte-Foy, Ville de Québec
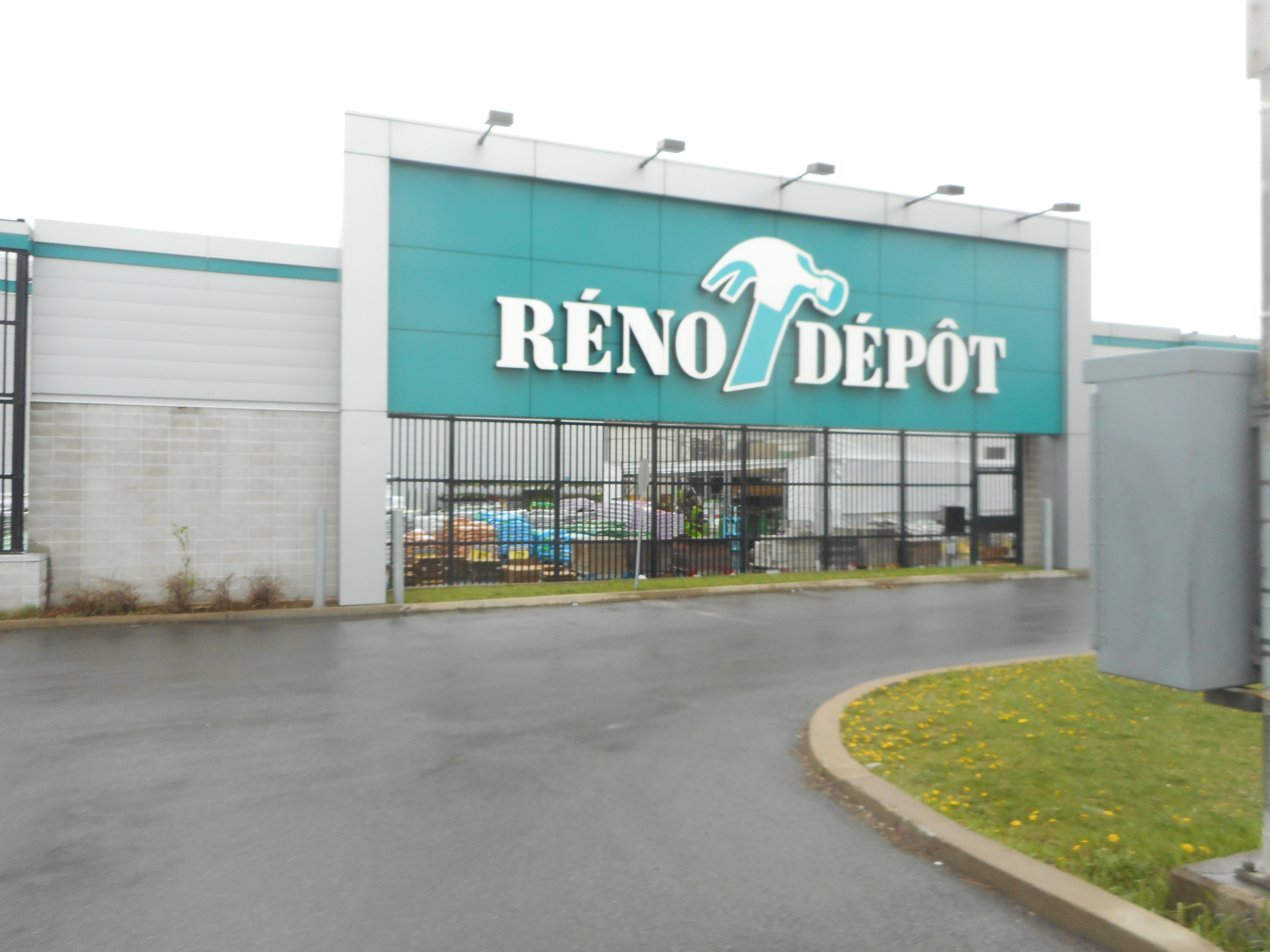
Entrée jardinerie à Lasalle, Montréal
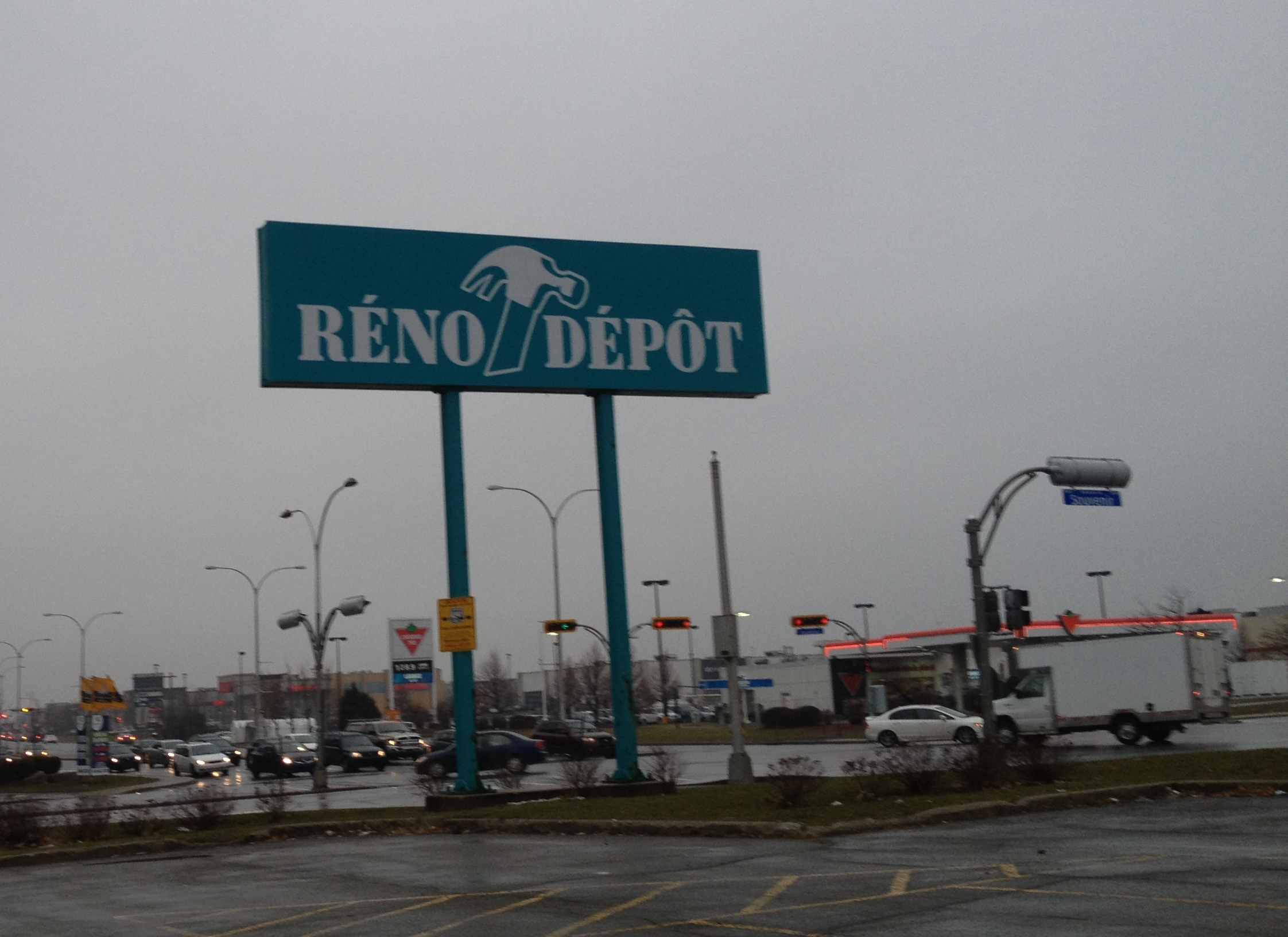
Enseigne de la rue (Succursale de Laval)